# El dulce rumor de la vida
El dulce rumor de la vida (título original: Il dolce rumore della vita) es una película italiana de 1999 dirigida por Giuseppe Bertolucci. Se estrenó en la edición número 56 del Festival Internacional de Cine de Venecia y entró en competencia en el Festival de Cine de Mar del Plata de 1999, en el que Bertolucci fue premiado como el mejor director.

## Sinopsis
Sofía, una joven actriz de teatro descubre que Bruno, su amado profesor de actuación, es homosexual. Desconsolada por el dolor y dispuesta a escapar lo más lejos posible de él, en el tren conoce a una joven que da a luz y abandona al recién nacido. Sofía toma una decisión que cambiará su vida: adopta al niño y lo hace pasar por su hijo, dándole el nombre de Bruno.

## Reparto
- Francesca Neri es Sofia
- Rade Šerbedžija es Bruno Maier
- Niccolò Senni es Bruno joven
- Rosalinda Celentano es Lolita
- Olimpia Carlisi es una prostituta
- Alida Valli es la abuela de Sofia